# Epidexipteryx
 Epidexipteryx  ist eine Gattung kleiner theropoder Dinosaurier aus der Familie der Scansoriopterygidae innerhalb der Avialae (Vögel im weiteren Sinne). Sie lebte im Mitteljura oder Oberjura (zwischen 167 und 151 Millionen Jahre vor heute) von China.
Es ist nur die Typusart E. hui wissenschaftlich beschrieben worden. Der Gattungsname besteht aus den griechischen Wörtern epidexi „anzeigen“ und pteryx – „Flügel“, „Feder“. Das Artepitheton hui ehrt den chinesischen Paläontologen Yaoming Hu.
Die fossilen Überreste des Holotypus wurden in den Daohugou-Schichten in der Inneren Mongolei gefunden und 2008 wissenschaftlich beschrieben. Kladistisch wird die Gattung als Schwestertaxon von Epidendrosaurus in die Scansoriopterygidae an der Basis der Avialae gestellt.

## Merkmale
Epidexipteryx war etwa taubengroß mit einem geschätzten Körpergewicht von 164 Gramm. Das Tier war befiedert und trug vier auffällig verlängerte, bandartige Federn am relativ kurzen Schwanz. Es wird vermutet, dass diese Federn eine Schaufunktion, möglicherweise bei der Balz, erfüllten. Konturfedern fehlen, so dass Epidexipteryx sicher nicht flugfähig war.
Die vergrößerten Vorderzähne im hohen Schädel wiesen nach vorne, eine ungewöhnliche Anordnung, die innerhalb der Theropoda sonst nur bei Masiakasaurus gefunden wurde.
Das Typusexemplar wird im Institut für Wirbeltierpaläontologie und Paläoanthropologie der Chinesischen Akademie der Wissenschaften unter der Sammlungsnummer IVPP V15471 verwahrt.